# Juraj
Juraj ist ein slawischer männlicher Vorname.

## Herkunft und Bedeutung
Juraj ist die slowakische und kroatische Form des männlichen Vornamens Georg.

## Bekannte Namensträger
- Juraj Beneš (1940–2004), slowakischer Komponist, Lehrer und Pianist
- Juraj Brestovský (* 1963), slowakischer Badmintonspieler
- Juraj Dobrila (1812–1882), kroatischer römisch-katholischer Bischof
- Juraj Dragišić (1445–1520), kroatischer Bischof, Theologe und Philosoph
- Juraj Faith (* 1976), slowakischer Eishockeyspieler
- Juraj Fándly (1750–1811), slowakischer Schriftsteller und Priester
- Juraj Halenár (1983–2018), slowakischer Fußballspieler
- Juraj Haulik (1788–1869), Erzbischof von Zagreb
- Juraj Herz (1934–2018), slowakischer Filmregisseur
- Juraj Hromkovič (* 1958), slowakischer Informatiker und Professor an der ETH Zürich
- Juraj Jakubisko (1938–2023), slowakischer Regisseur, Szenarist und Kameramann
- Juraj Jánošík (1688–1713), slowakischer Räuberführer und Nationalheld
- Juraj Kledrowetz (* 1970), slowakischer Eishockeyspieler
- Juraj Kolník (* 1980), slowakischer Eishockeyspieler
- Juraj Križanić (1618–1683), kroatischer Theologe, Schriftsteller und Politiker
- Juraj Kukura (* 1947), slowakischer Schauspieler und Theaterdirektor
- Juraj Mikúš (* 1987), slowakischer Eishockeyspieler
- Juraj Mikuš (* 1988), slowakischer Eishockeyspieler
- Juraj Papánek (1738–1802), slowakischer katholischer Geistlicher und Historiker
- Juraj Slafkovský (* 2004), slowakischer Eishockeyspieler
- Josip Juraj Strossmayer (1815–1905), kroatischer Politiker und Bischof
- Juraj Sýkora (* 1983), slowakischer Eishockeyspieler
- Juraj Zrinski (1599–1626), kroatischer Adliger